# Bans
 Bans  es una población y comuna francesa, en la región de Franco Condado, departamento de Jura, en el distrito de Dole y cantón de Montbarrey.

## Demografía
| 131 | 118 | 111 | 119 | 140 | 141 |
| Para los censos de 1962 a 1999 la población legal corresponde a la población sin duplicidades (Fuente: INSEE [Consultar]) |     |     |     |     |     |